# 重物料投下器材
重物料投下器材（じゅうぶつりょうとうかきざい）とは、陸上自衛隊の装備。
第1空挺団に配備される。重量が250kg以上の物品、車両などを梱包、搭載して航空機から地上へ投下する。一定の速度になると内蔵された傘が開き、着地する。プラットホーム本体の内部構造はハニカム形式（蜂の巣のようになっている）で着地時の衝撃を和らげる構造となっている。
また、積載された装備品や補給品の衝撃緩衝材として紙ハニカム（ダンボール製）を要所に配置する。

## 諸元

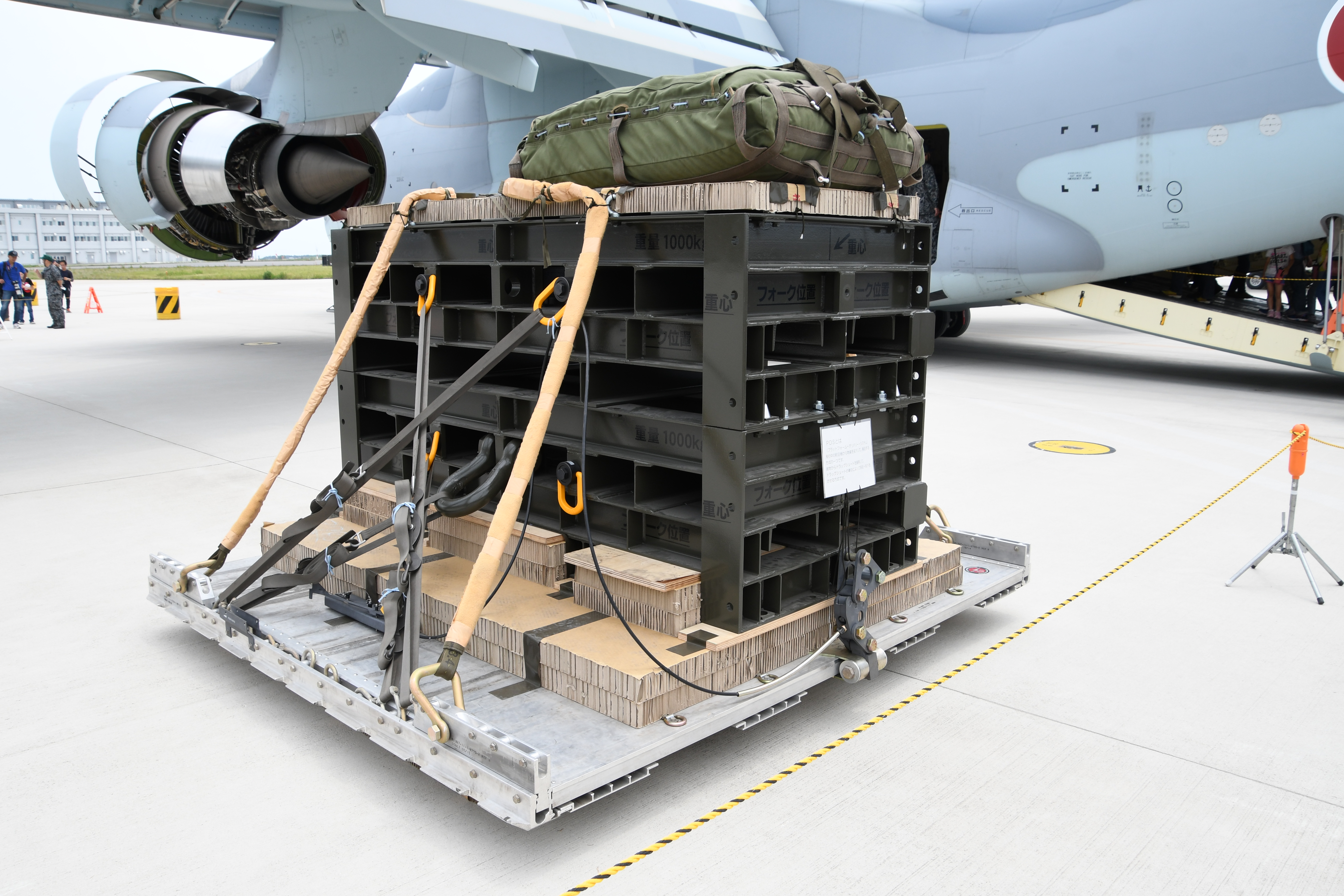
プラットホーム投下方式の展示

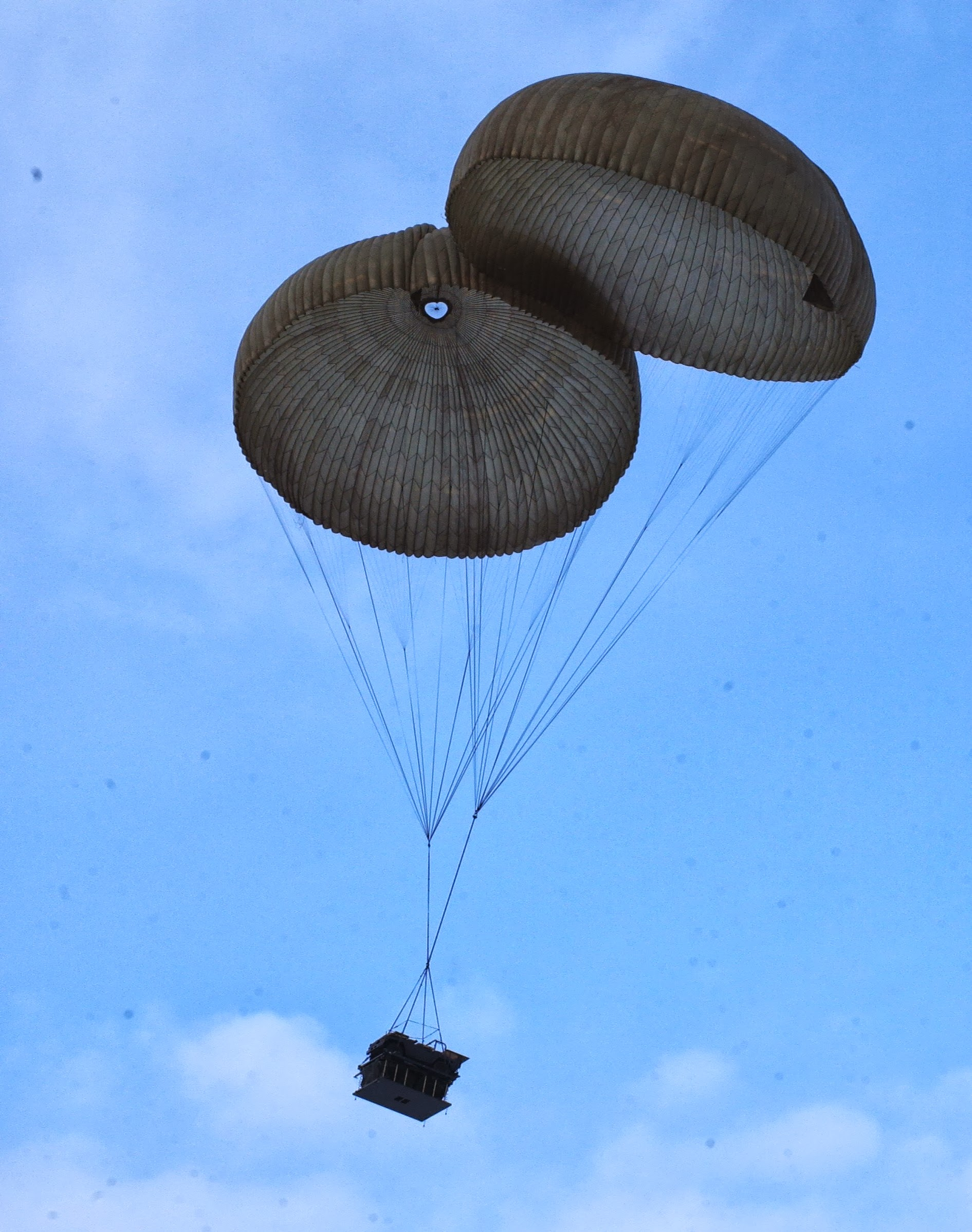
重物料投下器材で降下中の1/2tトラック

### プラットホーム投下方式（PDS）[2]

#### 投下用具1－3号 (C-1輸送機用)
- 投下重量：1－4t
- 最低投下高度：300m
- 落下速度：6－9m/秒
- 開傘常用機速：240km/h

#### 投下用具特1－4号 (C-130輸送機用)
- 投下重量：1－16t
- 最低投下高度：300m
- 落下速度：6－9m/秒
- 開傘常用機速：240km/h

### 大型投下容器投下方式（CDS）

#### 大型投下容器
- 投下重量：0.25－1t
- 最低投下高度：180m
- 落下速度：6－9m/秒
- 開傘常用機速：240km/h

## 特徴
車両、火砲などはプラットホーム投下方式で投下し、重量装備品、補給品は大型容器投下方式で投下する。

## 製作
- 新明和工業 (プラットホーム投下方式)
- 藤倉航装 (大型投下容器投下方式)